# Вейялайнен, Кари
Кари Вейялайнен (фин. Kari Veijalainen; род. XX век, Финляндия) — финский дипломат, чрезвычайный и полномочный посол Финляндии в Сербии (2007—2011); ранее — чрезвычайный и полномочный посол Финляндии в Израиле (2003—2007).

## Биография
В 1976 году поступил на службу в Министерство иностранных дел Финляндии. Занимал различные должности в посольствах Финляндии в Париже, Токио, Бейруте и Брюсселе.
С 1986 по 1991 год занимал должность государственного секретаря в Министерстве социальных дел и здравоохранения.
С 1998 года возглавлял департамент Ближнего Востока и Северной Африки Министерства иностранных дел Финляндии.
1 августа 2003 года был назначен послом Финляндии в Израиле и 9 сентября того же года вручил свои верительные грамоты.
С 2007 по 2011 год был в должности чрезвычайного и полномочного посла Финляндии в Сербии.
Женат. Увлекается теннисом и гольфом.